# Robert Hacomblene
Robert Hacomblene (1455 ou 1456, Londres - 8 septembre 1528, Cambridge), était prévôt du King's College de Cambridge fondé en 1441 par Henri VI.

## Biographie
Hacomblene a fait ses études à Eton, où il a été admis en tant qu'érudit du roi en 1472. 
Il en devint surveillant en 1483 et succéda à Richard Lincoln comme vicaire du village de Prescot dans le Lancashire le 7 août 1492. En 1507, il devient Divinitatis Doctor (D.D.) et en 1509, à la suite du décès de Richard Hatton, il est élu à la prévôté du King's College de Cambridge, poste qu'il occupera jusqu'à sa mort et où lui succède Edward Foxe.